# Prophet of Evil: The Ervil LeBaron Story
Prophet of Evil: The Ervil LeBaron Story är en amerikansk tv-film från 1993 som baseras på verkliga händelser. Filmen, som är regisserad av Jud Taylor, skildrar den kontroversiella och våldsamma livsberättelsen om Ervil LeBaron, en ledare för en mormonsekta som tros vara ansvarig för flera mord. Brian Dennehy spelar huvudrollen som Ervil LeBaron, medan andra roller innehas av William Devane och Tracey Needham. Den svenska VHS-titeln är ''Dödsängeln''

## Handling
Filmen följer Ervil LeBaron, en man som på 1970-talet grundade en extremistisk sekta inom den fundamentalistiska mormonrörelsen, känd som The Church of the Firstborn of the Fulness of Times. Ervil, som ansåg sig vara Guds utvalda profet, predikade en radikal doktrin och var ansvarig för flera brutala mord, inklusive mord på de som ansågs vara hans fiender eller rivaler inom sektens ledarskap. Hans auktoritetsställning och inflytande ledde till våld, manipulation och förföljelse, och hans sekt blev ökänd för sina brott. Filmen utforskar hans psykologiska profiler, hans galna visioner om religiös makt och den skrämmande påverkan han hade på sina anhängare.